# Najteže preživljavanje
Čovjek protiv divljine (engl. Man vs. Wild ili Ultimate Survival) je televizijski reality show s Bear Gryllsom o preživljavanju u raznim teškim uvjetima i na teškim terenima.
Show se originalno emitira na Discovery Channelu, a prva epizoda je emitirana 10. ožujka 2006. godine.
U dokumentarnoj seriji ‘Čovjek protiv divljine’ koja s emitiranjem kreće od 9. siječnja na Doma TV-u, Bear Grylls dovodi se u ekstremne uvjete preživljavanja širom svijeta. Služeći se iskustvom koje je stekao kao pripadnik britanske mornarice, planinar i iskusni pustolov, Bear stiže u zabačene destinacije kao što su Istočne Alpe, afričke ravnice i američki Everglades prepun aligatora. Kroz 77 epizoda pratimo kako se Bear vraća u civilizaciju i pritom pokazuje tehnike preživljavanja.
U lipnju 2005. Bear je srušio svjetski rekord večerajući za stolom koji je visio s balona na 7500 metara visine. 15. svibnja 2007. postavio je još jedan svjetski rekord i postao prva osoba koja je jedrila padobranom iznad Mount Everesta. Napisao je 15 knjiga, uključujući i međunarodnu uspješnicu, autobiografiju i svjetski bestseler „Blato, znoj i suze“.
Bear Grylls također je autor uspješnih dokumentarnih serijala Running Wild with Bear Grylls (2014.), Get Out Alive (2013.), The Island with Bear Grylls (2014.), Worst Case Scenario (2010.), Mission Survive(2015.), Bear Grylls Survival School(2016.) i Bear_Grylls: Escape_to_the_Legion